# Ерма Бомбек
Ерма Бомбек (на английски: Erma Bombeck) е американска журналистка и писателка хумористка.
Печели своята популярност като колумнистка във вестниците, където описва живота на американското семейство в предградията от средата на 1960-те до средата на 1990-те години.

## Биография
Родена е като Ерма Луиз Фисте на 21 февруари 1927 г. в Белбрук, Охайо, САЩ. Баща ѝ умира през 1936 г. и семейството се премества в Дейтън, където майка ѝ се омъжва отново през 1938 г.
На 8 години Ерма участва в първата си радиопостановка. В средното училище започва да пише хумористична рубрика за училищния вестник „Бухалът“, а в гимназията също продължава да пише хумористични материали. Докато е в гимназията, започва почасова работа в „Дейтън Хералд“ като копирайтър. През 1943 г. като журналист прави първото си интервю с Шърли Темпъл.
След завършване на гимназията работи година като машинописка и стенографка за „Дейтън Хералд“ и за други компании. Със спечелените пари се записва през 1946 г. в Университета на Охайо в Атина, където учи в продължение на семестър.
По-късно следва английска филология в католическия колеж на университета в Дейтън, който завършва през 1949 г. Докато е в колежа работи на различни места, за да се издържа, а също пише и за университетското студентско издание „Експонентът“. През 1949 г. тя приема католицизма от църквата „Обединени братя“.
На 13 август 1949 г. се омъжва за Уилям Лорънс Бомбек. Първоначално е диагностицирана от лекарите, че няма да има деца, и те осиновяват момиченце през 1953 г., на чието отглеждане тя се отдава. Не след дълго обаче, през 1955 г., тя ражда първия си син, а след три години и втория. Семейството се премества през 1959 г. в Сентървил, Охайо, в къща, която през 2015 г. е обявена за историческо място.
Отегчена като домакиня, тя започва да пише през 1964 г. хумористични колони за местен вестник. Следваща година вестник „Дейтън Хералд“ я ангажира като колумнист две седмични колони за нови хумористични рубрики. След три седмици публикациите ѝ стават национално синдикирани в 36 големи американски вестника под заглавие „В края на остроумието“ и тя бързо се превръща в популярен хуморист в цялата страна. От 1966 г. започва да изнася лекции в различните градове, където се появяват нейните рубрики. През 1967 г. част от нейните вестникарски колонки са издадени в първия ѝ сборник „At Wit's End“. Допълнително тя и кореспондент на новинарското предаване на Ей Би Си „Добро утро, Америка“.
През 1971 г. тя се премества със семейството си в Парадайз Вали, Аризона. В следващите години нейните колонки се публикуван в 900 вестника в страната. Прави опити да пише и продуцира телевизионни сериали, но те не са успешни.
През 1981 г. получава отличието „Доктор хонорис кауза“ от университета в Дейтън и е назначена за почетен синдик през 1988 г.
В своята благотворителна дейност тя подпомага изследванията за борба с рака и е активна в набирането на пари за лечение на деца с рак. През 1992 г. в Хюстън получава наградата на Американската асоциация за борба с рака „Смехът е най-доброто лекарство“. Пет месеца по-късно самата тя е диагностицирана с рак на гърдата и претърпява мастектомия. Също така през 1991 г. е диагностицирана с поликистоза на бъбреците при възрастни, заради което е подложена на ежедневна диализа. След дълго чакане, на 3 април 1996 г. получава трансплантация на бъбрек.
Ерма Бомбек умира от усложнения след операцията в Сан Франциско на 22 април 1996 г.

## Произведения
- At Wit's End (1967)
- Just Wait Until You Have Children of Your Own (1971) – с Бил Кейн
- I Lost Everything in the Post-Natal Depression (1974)
- The Grass is Always Greener Over the Septic Tank (1976)
- If Life is a Bowl of Cherries, What Am I Doing in the Pits? (1978)
- Aunt Erma's Cope Book (1979)
- Motherhood: The Second Oldest Profession (1983)
- Family – The Ties that Bind ... and Gag! (1987)
- I Want to Grow Hair, I Want to Grow Up, I Want to Go to Boise: Children Surviving Cancer (1989) – награда на Американската асоциация за борба с рака
- When You Look Like Your Passport Photo, It's Time to Go Home (1991)
- A Marriage Made in Heaven ... or Too Tired For an Affair (1993)
- All I Know About Animal Behavior I learned in Loehmann's Dressing Room (1995)
- Forever, Erma: Best-Loved Writing From America's Favorite Humorist (1996)

### Екранизации
- 1978 The Grass Is Always Greener Over the Septic Tank
- 1981 – 1982 Maggie – тв сериал, 5 епизода